# Cambessedesia hermogenesii
Cambessedesia hermogenesii är en tvåhjärtbladig växtart som beskrevs av Angela Borges Martins. Cambessedesia hermogenesii ingår i släktet Cambessedesia och familjen Melastomataceae. Inga underarter finns listade i Catalogue of Life.